# ブルック・ノートン＝カフィー
ブルック・ディオン・ネルソン・ノートン＝カフィー（Brooke Dion Nelson Norton-Cuffy, 2004年1月12日 - ）は、イングランドのピムリコ出身のプロサッカー選手。セリエAのジェノアCFC所属。ポジションはディフェンダー。

## 経歴

### プロキャリア初期
チェルシーFCのユースアカデミーに在籍した後、2016年に12歳でアーセナルFCのユースアカデミーに加入。2021年1月に最初のプロ契約を結んだ。
2022年1月18日にEFLリーグ1のリンカーン・シティFCへ期限付き移籍した。同月22日のプリマス・アーガイルFC戦に出場してプロデビューした。3月5日のシェフィールド・ウェンズデイFC戦でプロ初得点を記録した。
2022年8月22日にEFLチャンピオンシップのロザラム・ユナイテッドFCへ期限付き移籍した。
2023年1月にアーセナルに呼び戻され、チャンピオンシップのコヴェントリー・シティFCへ期限付き移籍した。
2023年8月24日にチャンピオンシップのミルウォールFCへ期限付き移籍した。
2024年8月14日、ジェノアCFCに移籍した。

## 代表歴
2022年、UEFA U-19欧州選手権にイングランド代表で出場し、優勝した。
2023年、FIFA U-20ワールドカップのイングランド代表に選出されたが、当時所属していたコヴェントリー・シティがプレーオフに出場していた影響で合流が遅れ、出場はチームが敗れた決勝トーナメント1回戦のイタリア戦のみだった。
2023年10月16日、UEFA U-21欧州選手権の予選にイングランド代表で出場した。

## 個人成績
| クラブ                   | シーズン | リーグ | リーグ戦 | リーグ戦 | カップ戦 | カップ戦 | リーグ杯 | リーグ杯 | 国際大会 | 国際大会 | その他 | その他 | 合計 | 合計 |
| クラブ                   | シーズン | リーグ | 出場     | 得点     | 出場     | 得点     | 出場     | 得点     | 出場     | 得点     | 出場   | 得点   | 出場 | 得点 |
| ------------------------ | -------- | ------ | -------- | -------- | -------- | -------- | -------- | -------- | -------- | -------- | ------ | ------ | ---- | ---- |
| リンカーン・シティFC     | 2021-22  | EFL1   | 17       | 1        | -        | -        | -        | -        | -        | -        | -      | -      | 17   | 1    |
| ロザラム・ユナイテッドFC | 2022-23  | EFLC   | 20       | 0        | -        | -        | 1        | 0        | -        | -        | -      | -      | 21   | 0    |
| コヴェントリー・シティFC | 2022-23  | EFLC   | 21       | 0        | -        | -        | -        | -        | -        | -        | 3      | 0      | 24   | 0    |
| 総通算                   | 総通算   | 総通算 | 58       | 1        | -        | -        | 1        | 0        | -        | -        | 3      | 0      | 62   | 1    |

## タイトル

### 代表
- U-19イングランド代表
  - UEFA U-19欧州選手権：2022